# アーメラント空港
アーメラント空港(Ameland Airport)とは、オランダのフリースラント州 アーメラント基礎自治体のバルム地区にある民間空港である。ワッデン海のフリースラント諸島の中のアーメラント島にあり、オランダで最も北に位置する空港である。レーワルデンの北方30kmの位置にある。
未舗装（草地）の滑走路は個人所有機やグライダーの離着陸に主に利用されており、旅客便は就航していない。また、併設されているヘリポートは主に沿岸警備のために利用されている。年間離着陸回数は約5,000回である。税関施設が存在しないため、国際線の運航には対応していない。着陸方式はVFRのみ。

## 施設
旅客施設無し。小型機用格納庫あり。

## 就航路線
旅客便は就航していない。

## 空港へのアクセス
本土へのフェリーが就航しているネス地区より、西へ6km。バス130系統（季節運行）。